# فكتور هيدلاند
فكتور هيدلاند (بالفنلندية: Viktor Hedlund)‏ هو سياسي فنلندي، ولد في 25 مايو 1853، وتوفي في 4 يوليو 1922.